# Élise Fajgeles
Élise Fajgeles, née le 6 juillet 1970 à Sartrouville (France), est une femme politique française.
Membre du Parti socialiste puis de La République en marche, elle est membre du conseil du 10e arrondissement de Paris de 2008 à 2020. Elle est députée de la 5e circonscription de Paris entre 2017 et 2019 lorsque Benjamin Griveaux est au gouvernement, étant sa suppléante.
À l'Assemblée nationale, elle est membre de la commission des Lois et rapporteure du projet de loi pour une immigration maîtrisée et un droit d’asile effectif.

## Biographie
Élise Fajgeles naît le 6 juillet 1970 à Sartrouville, dans les Yvelines. Ses grands-parents, d'origine juive, sont originaires de Pologne,.
Sa tante, Hélène Frischmann, née le 27 juin 1923 à Paris, est déportée par le Convoi No. 76, en date du 30 juin 1944, de Drancy vers Auschwitz, où elle meurt. Sa dernière adresse est au 9 rue-des-Lions dans le 4e arrondissement de Paris.
Ses grands-parents sont Mandel Frischmann et Thérèse Frischmann (née Gamplewitch). Mandel Frischmann est né le 15 octobre 1893 à Daviez[Où ?]. Thérèse Frischmann est née le 1er janvier 1893 à Dzierzno (en). Ils sont déportés par le Convoi No. 9, en date du 22 juillet 1942 de Drancy vers Auschwitz. Leurdernière[pas clair] adresse est au 9 rue-des-Lions dans le 4e arrondissement de Paris.

### Débuts
Titulaire d'un DEA de droit public obtenu à l'université Paris II Panthéon-Assas[réf. nécessaire], elle a exercé comme avocate au barreau de Paris. Elle devient comédienne et metteuse en scène après être entrée au cours Florent à l'âge de 30 ans, puis officie comme juriste au ministère de la Culture de 2006 à 2016, date à laquelle elle entame une formation d’œnologie avant de créer une microentreprise de dégustation de vin,,.
Adhérente du PS à partir de 1990,, elle est élue conseillère municipale du 10e arrondissement de Paris lors des municipales de 2008 et de 2014. De 2014 à 2017, elle est adjointe au maire d'arrondissement chargée des transports, de l’espace public et de la propreté,.
Elle est membre de l'équipe de campagne de Manuel Valls pour la primaire citoyenne de 2017,,.

### Députée de la5ecirconscriptionde Paris
Lors des élections législatives de 2017, elle est élue députée suppléante de Benjamin Griveaux dans la cinquième circonscription de Paris. À la suite de la nomination de Benjamin Griveaux au gouvernement en juin 2017, elle lui succède au poste de député,,. 
Elle siège à la commission des lois. En concurrence avec Marie Guévenoux, elle est désignée en février 2018 comme rapporteure du projet de loi pour une immigration maîtrisée et un droit d’asile effectif. Alors que Yaël Braun-Pivet, présidente de la commission des lois, et Naïma Moutchou, chef de file du groupe LREM sur le projet de loi, expriment des réticences sur certains aspects de ce dernier, L'Express observe qu'elles « laissent Élise Fajgeles prendre toute la lumière » pour le défendre en public. Son rôle de rapporteur sur le projet de loi lui attire l'hostilité du PS du 10e arrondissement et notamment de Rémi Féraud, sénateur et ancien maire dont elle fut l'adjointe.
Au sein du groupe La République en marche, elle figure parmi les partisans d'une « laïcité républicaine stricte». Elle est proche du Printemps républicain.
Elle préside jusqu'en mai 2019 le groupe d’amitié France-Israël.
Membre de la mission d'information relative à la révision des lois de bioéthique, elle se montre favorable à l'ouverture de la procréation médicalement assistée à toutes les femmes. Elle est nommée responsable thématique Migrations et intégration pour La République en marche le 22 février 2019.
Benjamin Griveaux ayant quitté le gouvernement pour concourir à la mairie de Paris, elle quitte l'Assemblée nationale fin avril 2019.
Le 3 juillet 2019, elle rejoint le Délégué interministériel à la lutte contre le racisme, l'antisémitisme et la haine anti-LGBT (DILCRAH) comme chargée de mission.
Candidate aux municipales à Paris en 2020 en deuxième position sur la liste conduite par Karim Amellal, elle échoue à se faire réélire, la liste obtenant 10,52 % et aucun élu,.
Elle est investie comme candidate LREM pour les élections législatives 2022 dans la cinquième circonscription de Paris. 

### Famille
Elle est mariée à Guillaume Macher, directeur chez Provicis et ancien chef de cabinet de ministres. Elle a un fils de son premier mariage,.